# Alpiner Skiweltcup 2006/07
Die Saison 2006/07 des von der FIS veranstalteten Alpinen Skiweltcups sollte am 28. Oktober 2006 in Sölden beginnen. Wegen der warmen Witterung mussten die beiden Riesenslaloms aber abgesagt werden und wurden nicht nachgeholt. Das erste Rennen fand somit am 11. November 2006 im finnischen Levi statt. Die Saison endete am 18. März 2007 anlässlich des Weltcup-Finales in Lenzerheide.
Nach zahlreichen wetterbedingten Absagen und Verschiebungen wurden bei den Herren 36 Rennen ausgetragen (11 Abfahrten, 5 Super-G, 6 Riesenslaloms, 10 Slaloms und 4 Super-Kombinationen). Bei den Damen standen 35 Rennen auf dem Programm (9 Abfahrten, 7 Super-G, 7 Riesenslaloms, 9 Slaloms und 3 Super-Kombinationen). Beim Saisonabschluss fand zum zweiten Mal ein Mannschaftswettbewerb statt.
Höhepunkt der Saison waren die Skiweltmeisterschaften, die vom 3. bis 18. Februar 2007 im schwedischen Åre stattfanden.

## Weltcupwertungen

### Gesamt
| Rang | Name                   | Punkte |
| ---- | ---------------------- | ------ |
| 01.  | Aksel Lund Svindal     | 1268   |
| 02.  | Benjamin Raich         | 1255   |
| 03.  | Didier Cuche           | 1098   |
| 04.  | Bode Miller            | 0882   |
| 05.  | Mario Matt             | 0744   |
| 06.  | Peter Fill             | 0694   |
| 07.  | Marco Büchel           | 0635   |
| 08.  | Marc Berthod           | 0591   |
| 09.  | Mario Scheiber         | 0584   |
| 10.  | Kalle Palander         | 0546   |
| 11.  | Ted Ligety             | 0534   |
| 12.  | Erik Guay              | 0529   |
| 13.  | Silvan Zurbriggen      | 0523   |
| 14.  | Didier Défago          | 0515   |
| 15.  | Jens Byggmark          | 0506   |
| 16.  | Michael Walchhofer     | 0498   |
| 17.  | Christoph Gruber       | 0479   |
| 18.  | Manfred Mölgg          | 0453   |
| 19.  | Hermann Maier          | 0452   |
| 20.  | Massimiliano Blardone  | 0390   |
| 21.  | François Bourque       | 0379   |
| 22.  | Markus Larsson         | 0376   |
| 23.  | John Kucera            | 0370   |
| 24.  | Andrej Jerman          | 0366   |
| 25.  | Ivica Kostelić         | 0344   |
| 26.  | Steven Nyman           | 0340   |
| 27.  | Daniel Albrecht        | 0334   |
| 28.  | Fritz Strobl           | 0314   |
| 29.  | Jean-Baptiste Grange   | 0309   |
| 30.  | Hans Grugger           | 0306   |
| 31.  | Bruno Kernen           | 0297   |
| 32.  | Felix Neureuther       | 0293   |
| 33.  | Michael Janyk          | 0288   |
| 34.  | Rainer Schönfelder     | 0271   |
| 35.  | Pierre-Emmanuel Dalcin | 0261   |
| 36.  | Patrick Staudacher     | 0256   |
| 37.  | Giorgio Rocca          | 0244   |
| 38.  | Manuel Osborne-Paradis | 0241   |
| 39.  | Ambrosi Hoffmann       | 0235   |
| 40.  | Manfred Pranger        | 0207   |
| 41.  | Andreas Buder          | 0198   |
| 42.  | Thomas Grandi          | 0193   |
| 43.  | André Myhrer           | 0188   |
| 44.  | Georg Streitberger     | 0181   |
| 45.  | Romed Baumann          | 0169   |
| 46.  | Klaus Kröll            | 0158   |
| 46.  | Hannes Reichelt        | 0158   |
| 48.  | Kurt Sulzenbacher      | 0151   |
| 49.  | Pierrick Bourgeat      | 0149   |

| Rang | Name                    | Punkte |
| ---- | ----------------------- | ------ |
| 50.  | Marco Sullivan          | 144    |
| 51.  | Hans Olsson             | 138    |
| 52.  | Cristian Deville        | 133    |
| 53.  | Patrik Järbyn           | 128    |
| 54.  | Marc Gini               | 124    |
| 55.  | Yannick Bertrand        | 121    |
| 55.  | Reinfried Herbst        | 121    |
| 57.  | Joël Chenal             | 118    |
| 57.  | Aleš Gorza              | 118    |
| 59.  | Niklas Rainer           | 116    |
| 60.  | Matthias Lanzinger      | 111    |
| 61.  | Davide Simoncelli       | 109    |
| 62.  | Stephan Keppler         | 106    |
| 63.  | Tobias Grünenfelder     | 101    |
| 63.  | Alberto Schieppati      | 101    |
| 65.  | Jan Hudec               | 098    |
| 66.  | Scott Macartney         | 097    |
| 67.  | Antoine Dénériaz        | 094    |
| 68.  | Akira Sasaki            | 090    |
| 69.  | Martin Hansson          | 089    |
| 69.  | Werner Heel             | 089    |
| 69.  | Julien Lizeroux         | 089    |
| 72.  | Marc Bottollier-Lasquin | 085    |
| 73.  | Thomas Fanara           | 081    |
| 73.  | Lars Elton Myhre        | 081    |
| 75.  | Anton Lahdenperä        | 073    |
| 76.  | Johan Brolenius         | 072    |
| 77.  | Ondřej Bank             | 070    |
| 77.  | Alois Vogl              | 070    |
| 79.  | Johan Clarey            | 069    |
| 79.  | Bernard Vajdič          | 069    |
| 81.  | Alexander Koll          | 067    |
| 82.  | Jimmy Cochran           | 065    |
| 83.  | Mitja Valenčič          | 059    |
| 84.  | Alexandre Anselmet      | 052    |
| 85.  | Walter Girardi          | 051    |
| 85.  | Steve Missillier        | 051    |
| 87.  | Stéphane Tissot         | 050    |
| 88.  | Kurt Engl               | 044    |
| 89.  | Alessandro Roberto      | 042    |
| 90.  | Christof Innerhofer     | 041    |
| 91.  | Pierre Paquin           | 038    |
| 91.  | Adrien Théaux           | 038    |
| 93.  | Roland Fischnaller      | 037    |
| 94.  | Andrej Šporn            | 036    |
| 94.  | Patrick Thaler          | 036    |
| 96.  | Finlay Mickel           | 035    |

| Rang | Name                  | Punkte |
| ---- | --------------------- | ------ |
| 097. | Patrick Bechter       | 34     |
| 097. | Mitja Dragšič         | 34     |
| 097. | Michael Gufler        | 34     |
| 100. | Florian Eisath        | 30     |
| 101. | Truls Ove Karlsen     | 28     |
| 102. | Christoph Dreier      | 27     |
| 103. | Filip Trejbal         | 26     |
| 104. | Jeffrey Frisch        | 24     |
| 104. | Gaëtan Llorach        | 24     |
| 106. | Oscar Andersson       | 22     |
| 106. | Johannes Stehle       | 22     |
| 106. | Sandro Viletta        | 22     |
| 109. | Kentarō Minagawa      | 20     |
| 110. | Mattias Hargin        | 19     |
| 111. | Beat Feuz             | 18     |
| 112. | Ryan Semple           | 17     |
| 113. | Gauthier de Tessières | 16     |
| 113. | Marcus Sandell        | 16     |
| 115. | Beni Hofer            | 15     |
| 115. | Andreas Omminger      | 15     |
| 117. | Jukka Leino           | 14     |
| 118. | Stephan Görgl         | 13     |
| 118. | Omar Longhi           | 13     |
| 118. | Cyril Nocenti         | 13     |
| 121. | Patrick Biggs         | 12     |
| 121. | TJ Lanning            | 12     |
| 123. | Michael Bonetti       | 11     |
| 123. | Frédéric Covili       | 11     |
| 123. | Carlo Janka           | 11     |
| 123. | Rok Perko             | 11     |
| 123. | Paul Stutz            | 11     |
| 128. | Jürg Grünenfelder     | 10     |
| 128. | Fredrik Nordh         | 10     |
| 128. | Natko Zrnčić-Dim      | 10     |
| 131. | Giuliano Razzoli      | 07     |
| 132. | Stefan Guay           | 06     |
| 133. | Olivier Brand         | 05     |
| 133. | Hans Petter Buraas    | 05     |
| 133. | Alex Happacher        | 05     |
| 136. | Christoph Alster      | 03     |
| 136. | Noel Baxter           | 03     |
| 136. | Jouni Pellinen        | 03     |
| 136. | David Poisson         | 03     |
| 140. | Mirko Deflorian       | 02     |
| 140. | Silvano Varettoni     | 02     |
| 140. | Naoki Yuasa           | 02     |
| 143. | Thomas Frey           | 01     |
| 143. | Norbert Holzknecht    | 01     |
| 143. | Martin Vráblík        | 01     |

| Rang | Name                  | Punkte |
| ---- | --------------------- | ------ |
| 01.  | Nicole Hosp           | 1572   |
| 02.  | Marlies Schild        | 1482   |
| 03.  | Julia Mancuso         | 1356   |
| 04.  | Renate Götschl        | 1300   |
| 05.  | Anja Pärson           | 0885   |
| 06.  | Lindsey Kildow        | 0808   |
| 07.  | Tanja Poutiainen      | 0783   |
| 08.  | Michaela Kirchgasser  | 0657   |
| 09.  | Šárka Záhrobská       | 0593   |
| 10.  | Ingrid Jacquemod      | 0584   |
| 11.  | Elisabeth Görgl       | 0568   |
| 11.  | Kathrin Zettel        | 0568   |
| 13.  | Andrea Fischbacher    | 0488   |
| 14.  | Maria Riesch          | 0487   |
| 15.  | Anna Ottosson         | 0453   |
| 16.  | Emily Brydon          | 0414   |
| 17.  | Alexandra Meissnitzer | 0413   |
| 18.  | Therese Borssén       | 0407   |
| 19.  | Veronika Zuzulová     | 0383   |
| 20.  | Kelly VanderBeek      | 0367   |
| 21.  | Nadia Styger          | 0339   |
| 22.  | Ana Jelušić           | 0331   |
| 23.  | Manuela Mölgg         | 0314   |
| 24.  | Fränzi Aufdenblatten  | 0312   |
| 25.  | Resi Stiegler         | 0300   |
| 26.  | Maria Pietilä Holmner | 0292   |
| 27.  | Marie Marchand-Arvier | 0288   |
| 28.  | Britt Janyk           | 0271   |
| 29.  | Kathrin Hölzl         | 0270   |
| 30.  | Tina Maze             | 0268   |
| 31.  | Nicole Gius           | 0266   |
| 32.  | Chemmy Alcott         | 0249   |
| 33.  | Nadia Fanchini        | 0238   |
| 34.  | Dominique Gisin       | 0219   |
| 35.  | Sylviane Berthod      | 0207   |
| 36.  | Florine de Leymarie   | 0199   |
| 37.  | Stacey Cook           | 0196   |
| 38.  | Monika Bergmann       | 0194   |
| 38.  | Christine Sponring    | 0194   |
| 40.  | Geneviève Simard      | 0193   |
| 41.  | Karen Putzer          | 0191   |
| 42.  | Lucia Recchia         | 0173   |

| Rang | Name                    | Punkte |
| ---- | ----------------------- | ------ |
| 43.  | Maria Holaus            | 172    |
| 44.  | Martina Schild          | 171    |
| 45.  | Kaylin Richardson       | 167    |
| 46.  | Daniela Merighetti      | 158    |
| 47.  | Catherine Borghi        | 153    |
| 48.  | Chiara Costazza         | 148    |
| 49.  | Kirsten Lee Clark       | 144    |
| 50.  | Annemarie Gerg          | 142    |
| 51.  | Denise Karbon           | 131    |
| 52.  | Kathrin Wilhelm         | 130    |
| 53.  | Tina Weirather          | 119    |
| 54.  | Vanessa Vidal           | 116    |
| 55.  | Carolina Ruiz Castillo  | 114    |
| 56.  | Nina Løseth             | 111    |
| 57.  | Silvia Berger           | 109    |
| 58.  | Monika Dumermuth        | 108    |
| 59.  | Fanny Chmelar           | 099    |
| 60.  | Johanna Schnarf         | 096    |
| 61.  | Gina Stechert           | 090    |
| 62.  | Jessica Lindell-Vikarby | 089    |
| 63.  | Katarzyna Karasińska    | 088    |
| 64.  | Sanni Leinonen          | 086    |
| 65.  | Ingrid Rumpfhuber       | 074    |
| 66.  | Brigitte Acton          | 071    |
| 66.  | Daniela Zeiser          | 071    |
| 68.  | Nike Bent               | 069    |
| 69.  | Petra Haltmayr          | 066    |
| 70.  | Annalisa Ceresa         | 065    |
| 70.  | Elena Fanchini          | 065    |
| 70.  | Libby Ludlow            | 065    |
| 73.  | Urška Rabič             | 060    |
| 74.  | Sandrine Aubert         | 059    |
| 74.  | Carmen Casanova         | 059    |
| 76.  | Anne-Sophie Barthet     | 056    |
| 76.  | Viktoria Rebensburg     | 056    |
| 76.  | Katja Wirth             | 056    |
| 79.  | Alexandra Coletti       | 052    |
| 80.  | Aline Bonjour           | 049    |
| 81.  | Aurélie Santon          | 047    |
| 82.  | Frida Hansdotter        | 045    |
| 82.  | Susanne Riesch          | 045    |
| 84.  | Tamara Wolf             | 044    |

| Rang | Name               | Punkte |
| ---- | ------------------ | ------ |
| 085. | Marion Bertrand    | 42     |
| 085. | Petra Robnik       | 42     |
| 087. | Sandra Gini        | 41     |
| 088. | Ana Drev           | 40     |
| 088. | Fabienne Suter     | 40     |
| 090. | Rabea Grand        | 36     |
| 091. | Shona Rubens       | 34     |
| 092. | Mateja Robnik      | 27     |
| 093. | Jessica Kelley     | 24     |
| 093. | Jelena Lolović     | 24     |
| 095. | Ella Alpiger       | 21     |
| 096. | Hilary Longhini    | 20     |
| 097. | Ana Kobal          | 18     |
| 097. | Nicole Schmidhofer | 18     |
| 099. | Lene Løseth        | 17     |
| 100. | Olivia Bertrand    | 16     |
| 101. | Anna Fenninger     | 15     |
| 102. | Daniela Ceccarelli | 14     |
| 102. | Stefanie Moser     | 14     |
| 104. | Maruša Ferk        | 13     |
| 105. | Veronika Staber    | 12     |
| 106. | Wendy Siorpaes     | 11     |
| 106. | Katrin Triendl     | 11     |
| 106. | Line Viken         | 11     |
| 109. | Eva Kurfürstová    | 10     |
| 109. | Sherry Lawrence    | 10     |
| 109. | Simone Streng      | 10     |
| 112. | Anne Marie Müller  | 08     |
| 112. | Jessica Pünchera   | 08     |
| 114. | Émilie Desforges   | 06     |
| 115. | Nastasia Noens     | 05     |
| 115. | Nina Perner        | 05     |
| 115. | Clothilde Weyrich  | 05     |
| 118. | Camilla Borsotti   | 04     |
| 118. | Carolin Fernsebner | 04     |
| 118. | Aurélie Revillet   | 04     |
| 118. | Marion Rolland     | 04     |
| 118. | Petra Zakouřilová  | 04     |
| 123. | Megan McJames      | 03     |
| 124. | Eva-Maria Brem     | 02     |
| 124. | Lucia Mazzotti     | 02     |
| 126. | Karin Blaser       | 01     |

### Abfahrt
| Rang | Athlet                 | Punkte |
| ---- | ---------------------- | ------ |
| 1    | Didier Cuche           | 652    |
| 2    | Marco Büchel           | 471    |
| 3    | Erik Guay              | 393    |
| 4    | Peter Fill             | 382    |
| 5    | Michael Walchhofer     | 370    |
| 6    | Andrej Jerman          | 339    |
| 7    | Aksel Lund Svindal     | 321    |
| 8    | Bode Miller            | 318    |
| 9    | Mario Scheiber         | 254    |
| 10   | Steven Nyman           | 250    |
| 11   | Christoph Gruber       | 242    |
| 12   | Manuel Osborne-Paradis | 241    |
| 13   | Pierre-Emmanuel Dalcin | 227    |
| 14   | Ambrosi Hoffmann       | 222    |
| 15   | Fritz Strobl           | 220    |
| 16   | Bruno Kernen           | 214    |
| 17   | Andreas Buder          | 198    |
| 18   | Hermann Maier          | 189    |
| 19   | Hans Grugger           | 182    |
| 20   | Patrick Staudacher     | 177    |
| 21   | Didier Cuche           | 158    |
| 21   | Klaus Kröll            | 158    |
| 23   | Kurt Sulzenbacher      | 151    |
| 24   | Marco Sullivan         | 134    |
| 25   | Yannick Bertrand       | 121    |

| Rang | Athletin              | Punkte |
| ---- | --------------------- | ------ |
| 1    | Renate Götschl        | 705    |
| 2    | Julia Mancuso         | 536    |
| 3    | Lindsey Kildow        | 390    |
| 4    | Anja Pärson           | 293    |
| 5    | Ingrid Jacquemod      | 264    |
| 6    | Nadia Styger          | 229    |
| 7    | Maria Riesch          | 225    |
| 8    | Kelly VanderBeek      | 218    |
| 9    | Marie Marchand-Arvier | 215    |
| 10   | Dominique Gisin       | 210    |
| 11   | Andrea Fischbacher    | 205    |
| 12   | Marlies Schild        | 199    |
| 13   | Emily Brydon          | 189    |
| 14   | Elisabeth Görgl       | 184    |
| 15   | Sylviane Berthod      | 181    |
| 15   | Alexandra Meissnitzer | 181    |
| 17   | Fränzi Aufdenblatten  | 164    |
| 18   | Maria Holaus          | 143    |
| 19   | Catherine Borghi      | 131    |
| 20   | Nicole Hosp           | 122    |
| 21   | Stacey Cook           | 121    |
| 22   | Daniela Merighetti    | 118    |
| 23   | Nadia Fanchini        | 105    |
| 23   | Kirsten Clark         | 105    |
| 25   | Monika Dumermuth      | 97     |

### Super-G
| Rang | Athlet             | Punkte |
| ---- | ------------------ | ------ |
| 1    | Bode Miller        | 304    |
| 2    | Didier Cuche       | 208    |
| 3    | John Kucera        | 194    |
| 4    | Mario Scheiber     | 190    |
| 5    | Aksel Lund Svindal | 181    |
| 6    | Hermann Maier      | 177    |
| 7    | Christoph Gruber   | 153    |
| 8    | Marco Büchel       | 146    |
| 9    | Peter Fill         | 143    |
| 10   | Erik Guay          | 136    |
| 10   | Georg Streitberger | 136    |
| 12   | Hans Grugger       | 124    |
| 13   | Benjamin Raich     | 106    |
| 14   | Didier Défago      | 100    |
| 15   | Fritz Strobl       | 94     |
| 16   | Antoine Dénériaz   | 85     |
| 17   | Bruno Kernen       | 83     |
| 18   | Silvan Zurbriggen  | 79     |
| 19   | Patrik Järbyn      | 78     |
| 20   | Matthias Lanzinger | 76     |
| 21   | Michael Walchhofer | 75     |
| 22   | François Bourque   | 74     |
| 23   | Stephan Keppler    | 58     |
| 24   | Hannes Reichelt    | 56     |
| 25   | Steven Nyman       | 47     |

| Rang | Athletin              | Punkte |
| ---- | --------------------- | ------ |
| 1    | Renate Götschl        | 540    |
| 2    | Nicole Hosp           | 352    |
| 3    | Lindsey Kildow        | 310    |
| 4    | Julia Mancuso         | 273    |
| 5    | Alexandra Meissnitzer | 207    |
| 6    | Anja Pärson           | 202    |
| 7    | Britt Janyk           | 167    |
| 8    | Andrea Fischbacher    | 158    |
| 9    | Kelly VanderBeek      | 149    |
| 10   | Tina Maze             | 143    |
| 11   | Emily Brydon          | 140    |
| 11   | Christine Sponring    | 140    |
| 13   | Fränzi Aufdenblatten  | 137    |
| 14   | Marlies Schild        | 135    |
| 15   | Nadia Fanchini        | 126    |
| 16   | Ingrid Jacquemod      | 124    |
| 16   | Martina Schild        | 124    |
| 18   | Maria Riesch          | 118    |
| 19   | Nadia Styger          | 110    |
| 20   | Kathrin Wilhelm       | 109    |
| 21   | Lucia Recchia         | 107    |
| 22   | Silvia Berger         | 101    |
| 23   | Elisabeth Görgl       | 96     |
| 24   | Geneviève Simard      | 70     |
| 25   | Petra Haltmayr        | 66     |

### Riesenslalom
| Rang | Athlet                | Punkte |
| ---- | --------------------- | ------ |
| 1    | Aksel Lund Svindal    | 416    |
| 2    | Massimiliano Blardone | 380    |
| 3    | Benjamin Raich        | 319    |
| 4    | Kalle Palander        | 299    |
| 5    | François Bourque      | 249    |
| 6    | Bode Miller           | 232    |
| 7    | Didier Cuche          | 223    |
| 8    | Ted Ligety            | 212    |
| 9    | Didier Défago         | 163    |
| 10   | Manfred Mölgg         | 119    |
| 11   | Joël Chenal           | 118    |
| 12   | Davide Simoncelli     | 104    |
| 13   | Hannes Reichelt       | 102    |
| 14   | Alberto Schieppati    | 101    |
| 15   | John Kucera           | 87     |
| 16   | Hermann Maier         | 86     |
| 17   | Thomas Fanara         | 81     |
| 18   | Rainer Schönfelder    | 79     |
| 19   | Christoph Gruber      | 71     |
| 20   | Daniel Albrecht       | 67     |
| 20   | Thomas Grandi         | 67     |
| 22   | Marc Berthod          | 52     |
| 23   | Aleš Gorza            | 45     |
| 24   | Mario Scheiber        | 44     |
| 25   | Mario Matt            | 42     |

| Rang | Athletin              | Punkte |
| ---- | --------------------- | ------ |
| 1    | Nicole Hosp           | 490    |
| 2    | Tanja Poutiainen      | 419    |
| 3    | Michaela Kirchgasser  | 357    |
| 4    | Julia Mancuso         | 275    |
| 5    | Kathrin Hölzl         | 228    |
| 6    | Anna Ottosson         | 208    |
| 7    | Kathrin Zettel        | 206    |
| 8    | Manuela Mölgg         | 200    |
| 9    | Karen Putzer          | 191    |
| 10   | Nicole Gius           | 174    |
| 11   | Elisabeth Görgl       | 171    |
| 12   | Marlies Schild        | 168    |
| 13   | Anja Pärson           | 152    |
| 14   | Maria Pietilä Holmner | 148    |
| 15   | Denise Karbon         | 131    |
| 16   | Geneviève Simard      | 121    |
| 17   | Ingrid Jacquemod      | 119    |
| 18   | Andrea Fischbacher    | 86     |
| 19   | Tina Maze             | 81     |
| 20   | Šárka Záhrobská       | 80     |
| 21   | Chemmy Alcott         | 76     |
| 22   | Maria Riesch          | 60     |
| 23   | Tina Weirather        | 59     |
| 24   | Daniela Zeiser        | 57     |
| 25   | Viktoria Rebensburg   | 56     |

### Slalom
| Rang | Athlet               | Punkte |
| ---- | -------------------- | ------ |
| 1    | Benjamin Raich       | 605    |
| 2    | Mario Matt           | 600    |
| 3    | Jens Byggmark        | 490    |
| 4    | Markus Larsson       | 340    |
| 5    | Manfred Mölgg        | 334    |
| 6    | Marc Berthod         | 322    |
| 7    | Michael Janyk        | 279    |
| 8    | Felix Neureuther     | 264    |
| 9    | Kalle Palander       | 247    |
| 10   | Jean-Baptiste Grange | 242    |
| 11   | Giorgio Rocca        | 213    |
| 12   | Manfred Pranger      | 207    |
| 13   | André Myhrer         | 188    |
| 14   | Silvan Zurbriggen    | 171    |
| 15   | Ted Ligety           | 170    |
| 16   | Ivica Kostelić       | 144    |
| 17   | Cristian Deville     | 133    |
| 18   | Thomas Grandi        | 126    |
| 19   | Marc Gini            | 124    |
| 20   | Reinfried Herbst     | 121    |
| 21   | Aksel Lund Svindal   | 118    |
| 22   | Daniel Albrecht      | 104    |
| 23   | Akira Sasaki         | 90     |
| 24   | Martin Hansson       | 89     |
| 24   | Julien Lizeroux      | 89     |

| Rang | Athletin              | Punkte |
| ---- | --------------------- | ------ |
| 1    | Marlies Schild        | 760    |
| 2    | Nicole Hosp           | 418    |
| 3    | Šárka Záhrobská       | 405    |
| 4    | Therese Borssén       | 389    |
| 5    | Veronika Zuzulová     | 344    |
| 6    | Tanja Poutiainen      | 332    |
| 7    | Ana Jelušić           | 328    |
| 8    | Kathrin Zettel        | 257    |
| 9    | Anna Ottosson         | 215    |
| 10   | Florine de Leymarie   | 199    |
| 11   | Monika Bergmann       | 194    |
| 12   | Anja Pärson           | 188    |
| 13   | Chiara Costazza       | 148    |
| 13   | Michaela Kirchgasser  | 148    |
| 15   | Maria Pietilä Holmner | 144    |
| 16   | Annemarie Gerg        | 142    |
| 17   | Resi Stiegler         | 141    |
| 18   | Vanessa Vidal         | 116    |
| 19   | Manuela Mölgg         | 114    |
| 20   | Nina Løseth           | 101    |
| 21   | Nicole Gius           | 92     |
| 22   | Katarzyna Karasińska  | 88     |
| 23   | Sanni Leinonen        | 79     |
| 24   | Julia Mancuso         | 77     |
| 25   | Maria Riesch          | 72     |

### Kombination
| Rang | Athlet               | Punkte |
| ---- | -------------------- | ------ |
| 1    | Aksel Lund Svindal   | 232    |
| 2    | Marc Berthod         | 202    |
| 3    | Ivica Kostelić       | 200    |
| 4    | Silvan Zurbriggen    | 169    |
| 5    | Benjamin Raich       | 166    |
| 6    | Romed Baumann        | 140    |
| 7    | Peter Fill           | 127    |
| 8    | Rainer Schönfelder   | 106    |
| 8    | Hans Olsson          | 106    |
| 10   | Pierrick Bourgeat    | 104    |
| 11   | Mario Matt           | 102    |
| 11   | Ted Ligety           | 102    |
| 13   | Niklas Rainer        | 99     |
| 14   | Mario Scheiber       | 96     |
| 15   | Didier Défago        | 94     |
| 16   | Aleš Gorza           | 69     |
| 17   | Jean-Baptiste Grange | 67     |
| 18   | Daniel Albrecht      | 61     |
| 19   | Lars Elton Myhre     | 55     |
| 20   | Ondřej Bank          | 46     |

| Rang | Athletin              | Punkte |
| ---- | --------------------- | ------ |
| 1    | Marlies Schild        | 220    |
| 2    | Julia Mancuso         | 195    |
| 3    | Nicole Hosp           | 190    |
| 4    | Michaela Kirchgasser  | 152    |
| 5    | Resi Stiegler         | 119    |
| 6    | Šárka Záhrobská       | 97     |
| 7    | Lindsey Kildow        | 80     |
| 8    | Elisabeth Görgl       | 78     |
| 9    | Ingrid Jacquemod      | 77     |
| 10   | Emily Brydon          | 76     |
| 11   | Johanna Schnarf       | 60     |
| 11   | Kathrin Zettel        | 60     |
| 13   | Chemmy Alcott         | 52     |
| 14   | Anja Pärson           | 50     |
| 15   | Fanny Chmelar         | 43     |
| 16   | Tina Weirather        | 42     |
| 17   | Marie Marchand-Arvier | 40     |
| 17   | Kaylin Richardson     | 40     |
| 19   | Tina Maze             | 37     |
| 20   | Urška Rabič           | 36     |
| 20   | Petra Robnik          | 36     |

## Podestplatzierungen Herren

### Abfahrt
| Datum      | Ort                          | 1. Platz                                                                     | 2. Platz                                                                     | 3. Platz                                                                     |
| ---------- | ---------------------------- | ---------------------------------------------------------------------------- | ---------------------------------------------------------------------------- | ---------------------------------------------------------------------------- |
| 25.11.2006 | Lake Louise (CAN)            | Marco Büchel                                                                 | Manuel Osborne-Paradis                                                       | Peter Fill                                                                   |
| 01.12.2006 | Beaver Creek (USA)           | Bode Miller                                                                  | Didier Cuche                                                                 | Steven Nyman                                                                 |
| 09.12.2006 | Val-d’Isère (FRA)            | Rennen abgesagt. Ersatzrennen am 28. Dezember 2006 in Bormio.                | Rennen abgesagt. Ersatzrennen am 28. Dezember 2006 in Bormio.                | Rennen abgesagt. Ersatzrennen am 28. Dezember 2006 in Bormio.                |
| 16.12.2006 | Gröden (ITA)                 | Steven Nyman                                                                 | Didier Cuche                                                                 | Fritz Strobl                                                                 |
| 28.12.2006 | Bormio (ITA)                 | Michael Walchhofer                                                           | Didier Cuche                                                                 | Mario Scheiber                                                               |
| 29.12.2006 | Bormio (ITA)                 | Michael Walchhofer                                                           | Peter Fill                                                                   | Mario Scheiber                                                               |
| 13.01.2007 | Wengen (SUI)                 | Bode Miller                                                                  | Didier Cuche                                                                 | Peter Fill                                                                   |
| 20.01.2007 | Chamonix (FRA)               | Rennen abgesagt. Ersatzrennen am 20. Jänner 2007 in Val-d'Isère.             | Rennen abgesagt. Ersatzrennen am 20. Jänner 2007 in Val-d'Isère.             | Rennen abgesagt. Ersatzrennen am 20. Jänner 2007 in Val-d'Isère.             |
| 20.01.2007 | Val-d’Isère (FRA)            | Pierre-Emmanuel Dalcin                                                       | Erik Guay                                                                    | Manuel Osborne-Paradis                                                       |
| 27.01.2007 | Kitzbühel (AUT)              | Rennen abgesagt. Ersatzrennen am 23. Februar 2007 in Garmisch-Partenkirchen. | Rennen abgesagt. Ersatzrennen am 23. Februar 2007 in Garmisch-Partenkirchen. | Rennen abgesagt. Ersatzrennen am 23. Februar 2007 in Garmisch-Partenkirchen. |
| 23.02.2007 | Garmisch-Partenkirchen (GER) | Andrej Jerman                                                                | Hans Grugger                                                                 | Erik Guay                                                                    |
| 24.02.2007 | Garmisch-Partenkirchen (GER) | Erik Guay                                                                    | Andrej Jerman                                                                | Didier Cuche                                                                 |
| 10.03.2007 | Kvitfjell (NOR)              | Didier Cuche                                                                 | Erik Guay                                                                    | Marco Büchel                                                                 |
| 14.03.2007 | Lenzerheide (SUI)            | Aksel Lund Svindal                                                           | Daniel Albrecht                                                              | Christoph Gruber                                                             |

### Super-G
| Datum      | Ort                | 1. Platz                                  | 2. Platz                                  | 3. Platz                                  |
| ---------- | ------------------ | ----------------------------------------- | ----------------------------------------- | ----------------------------------------- |
| 26.11.2006 | Lake Louise (CAN)  | John Kucera                               | Mario Scheiber                            | Patrik Järbyn                             |
| 15.12.2006 | Gröden (ITA)       | Bode Miller                               | Christoph Gruber                          | John Kucera                               |
| 20.12.2006 | Hinterstoder (AUT) | Bode Miller                               | Peter Fill                                | Hermann Maier                             |
| 26.01.2007 | Kitzbühel (AUT)    | Rennen abgesagt und ersatzlos gestrichen. | Rennen abgesagt und ersatzlos gestrichen. | Rennen abgesagt und ersatzlos gestrichen. |
| 11.03.2007 | Kvitfjell (NOR)    | Hans Grugger                              | Mario Scheiber                            | Didier Cuche                              |
| 15.03.2007 | Lenzerheide (SUI)  | Aksel Lund Svindal                        | Benjamin Raich                            | Erik Guay                                 |

### Riesenslalom
| Datum      | Ort                 | 1. Platz                                  | 2. Platz                                  | 3. Platz                                  |
| ---------- | ------------------- | ----------------------------------------- | ----------------------------------------- | ----------------------------------------- |
| 29.10.2006 | Sölden (AUT)        | Rennen abgesagt und ersatzlos gestrichen. | Rennen abgesagt und ersatzlos gestrichen. | Rennen abgesagt und ersatzlos gestrichen. |
| 02.12.2006 | Beaver Creek (USA)  | Massimiliano Blardone                     | Aksel Lund Svindal                        | Ted Ligety                                |
| 17.12.2006 | Alta Badia (ITA)    | Kalle Palander                            | Bode Miller                               | Didier Défago                             |
| 21.12.2006 | Hinterstoder (AUT)  | Aksel Lund Svindal                        | François Bourque                          | Kalle Palander                            |
| 06.01.2007 | Adelboden (SUI)     | Benjamin Raich                            | Massimiliano Blardone                     | Aksel Lund Svindal                        |
| 03.03.2007 | Kranjska Gora (SLO) | Benjamin Raich                            | François Bourque                          | Massimiliano Blardone                     |
| 17.03.2007 | Lenzerheide (SUI)   | Aksel Lund Svindal                        | Massimiliano Blardone                     | Bode Miller                               |

### Slalom
| Datum      | Ort                          | 1. Platz                                                       | 2. Platz                                                       | 3. Platz                                                       |
| ---------- | ---------------------------- | -------------------------------------------------------------- | -------------------------------------------------------------- | -------------------------------------------------------------- |
| 12.11.2006 | Levi (FIN)                   | Benjamin Raich                                                 | Markus Larsson                                                 | Giorgio Rocca                                                  |
| 03.12.2006 | Beaver Creek (USA)           | André Myhrer                                                   | Michael Janyk                                                  | Felix Neureuther                                               |
| 18.12.2006 | Alta Badia (ITA)             | Markus Larsson                                                 | Ted Ligety                                                     | Ivica Kostelić                                                 |
| 07.01.2007 | Adelboden (SUI)              | Marc Berthod                                                   | Benjamin Raich                                                 | Mario Matt                                                     |
| 14.01.2007 | Wengen (SUI)                 | Rennen abgesagt. Ersatzrennen am 28. Jänner 2007 in Kitzbühel. | Rennen abgesagt. Ersatzrennen am 28. Jänner 2007 in Kitzbühel. | Rennen abgesagt. Ersatzrennen am 28. Jänner 2007 in Kitzbühel. |
| 27.01.2007 | Kitzbühel (AUT)              | Jens Byggmark                                                  | Mario Matt                                                     | Alois Vogl                                                     |
| 28.01.2007 | Kitzbühel (AUT)              | Jens Byggmark                                                  | Mario Matt                                                     | Manfred Mölgg                                                  |
| 30.01.2007 | Schladming (AUT)             | Benjamin Raich                                                 | Jens Byggmark                                                  | Mario Matt                                                     |
| 25.02.2007 | Garmisch-Partenkirchen (GER) | Mario Matt                                                     | Felix Neureuther                                               | Benjamin Raich                                                 |
| 04.03.2007 | Kranjska Gora (SLO)          | Mario Matt                                                     | Benjamin Raich                                                 | Manfred Mölgg                                                  |
| 18.03.2007 | Lenzerheide (SUI)            | Benjamin Raich                                                 | Mario Matt                                                     | Manfred Mölgg                                                  |

### Super-Kombination
| Datum      | Ort                | 1. Platz                                                              | 2. Platz                                                              | 3. Platz                                                              |
| ---------- | ------------------ | --------------------------------------------------------------------- | --------------------------------------------------------------------- | --------------------------------------------------------------------- |
| 30.11.2006 | Beaver Creek (USA) | Aksel Lund Svindal                                                    | Marc Berthod                                                          | Rainer Schönfelder                                                    |
| 10.12.2006 | Val-d’Isère (FRA)  | Rennen abgesagt. Ersatzrennen am 10. Dezember 2006 auf der Reiteralm. | Rennen abgesagt. Ersatzrennen am 10. Dezember 2006 auf der Reiteralm. | Rennen abgesagt. Ersatzrennen am 10. Dezember 2006 auf der Reiteralm. |
| 10.12.2006 | Reiteralm (AUT)    | Ivica Kostelić                                                        | Romed Baumann                                                         | Pierrick Bourgeat                                                     |
| 14.01.2007 | Wengen (SUI)       | Mario Matt                                                            | Marc Berthod                                                          | Silvan Zurbriggen                                                     |
| 21.01.2007 | Chamonix (FRA)     | Rennen abgesagt. Ersatzrennen am 21. Jänner 2007 in Val-d'Isère.      | Rennen abgesagt. Ersatzrennen am 21. Jänner 2007 in Val-d'Isère.      | Rennen abgesagt. Ersatzrennen am 21. Jänner 2007 in Val-d'Isère.      |
| 21.01.2007 | Val-d’Isère (FRA)  | Rennen abgesagt. Ersatzrennen am 9. März 2007 in Kvitfjell.           | Rennen abgesagt. Ersatzrennen am 9. März 2007 in Kvitfjell.           | Rennen abgesagt. Ersatzrennen am 9. März 2007 in Kvitfjell.           |
| 09.03.2007 | Kvitfjell (NOR)    | Benjamin Raich                                                        | Silvan Zurbriggen                                                     | Aksel Lund Svindal                                                    |

### Kombination
| Datum          | Ort             | 1. Platz                                               | 2. Platz                                               | 3. Platz                                               |
| -------------- | --------------- | ------------------------------------------------------ | ------------------------------------------------------ | ------------------------------------------------------ |
| 27./28.01.2007 | Kitzbühel (AUT) | Keine Wertung aufgrund der Absage des Abfahrtsrennens. | Keine Wertung aufgrund der Absage des Abfahrtsrennens. | Keine Wertung aufgrund der Absage des Abfahrtsrennens. |

## Podestplatzierungen Damen

### Abfahrt
| Datum      | Ort                     | 1. Platz       | 2. Platz        | 3. Platz              |
| ---------- | ----------------------- | -------------- | --------------- | --------------------- |
| 01.12.2006 | Lake Louise (CAN)       | Maria Riesch   | Lindsey Kildow  | Nadia Fanchini        |
| 02.12.2006 | Lake Louise (CAN)       | Lindsey Kildow | Renate Götschl  | Anja Pärson           |
| 19.12.2006 | Val-d’Isère (FRA)       | Julia Mancuso  | Renate Götschl  | Lindsey Kildow        |
| 20.12.2006 | Val-d’Isère (FRA)       | Lindsey Kildow | Julia Mancuso   | Anja Pärson           |
| 13.01.2007 | Zauchensee (AUT)        | Renate Götschl | Dominique Gisin | Julia Mancuso         |
| 20.01.2007 | Cortina d’Ampezzo (ITA) | Renate Götschl | Julia Mancuso   | Marie Marchand-Arvier |
| 27.01.2007 | San Sicario (ITA)       | Renate Götschl | Elisabeth Görgl | Maria Holaus          |
| 03.03.2007 | Tarvisio (ITA)          | Julia Mancuso  | Renate Götschl  | Emily Brydon          |
| 14.03.2007 | Lenzerheide (SUI)       | Renate Götschl | Marlies Schild  | Marie Marchand-Arvier |

### Super-G
| Datum      | Ort                     | 1. Platz       | 2. Platz           | 3. Platz           |
| ---------- | ----------------------- | -------------- | ------------------ | ------------------ |
| 03.12.2006 | Lake Louise (CAN)       | Renate Götschl | Lindsey Kildow     | Kelly VanderBeek   |
| 17.12.2006 | Reiteralm (AUT)         | Renate Götschl | Nicole Hosp        | Martina Schild     |
| 19.01.2007 | Cortina d’Ampezzo (ITA) | Julia Mancuso  | Nicole Hosp        | Renate Götschl     |
| 26.01.2007 | San Sicario (ITA)       | Renate Götschl | Lindsey Kildow     | Christine Sponring |
| 28.01.2007 | San Sicario (ITA)       | Lindsey Kildow | Renate Götschl     | Christine Sponring |
| 04.03.2007 | Tarvisio (ITA)          | Renate Götschl | Nicole Hosp        | Julia Mancuso      |
| 15.03.2007 | Lenzerheide (SUI)       | Anja Pärson    | Andrea Fischbacher | Marlies Schild     |

### Riesenslalom
| Datum      | Ort                     | 1. Platz             | 2. Platz         | 3. Platz             |
| ---------- | ----------------------- | -------------------- | ---------------- | -------------------- |
| 25.11.2006 | Aspen (USA)             | Kathrin Zettel       | Tanja Poutiainen | Michaela Kirchgasser |
| 28.12.2006 | Semmering (AUT)         | Kathrin Zettel       | Nicole Hosp      | Marlies Schild       |
| 06.01.2007 | Kranjska Gora (SLO)     | Nicole Hosp          | Nicole Gius      | Tanja Poutiainen     |
| 21.01.2007 | Cortina d’Ampezzo (ITA) | Karen Putzer         | Julia Mancuso    | Denise Karbon        |
| 24.02.2007 | Sierra Nevada (ESP)     | Michaela Kirchgasser | Nicole Hosp      | Tanja Poutiainen     |
| 10.03.2007 | Zwiesel (GER)           | Tanja Poutiainen     | Nicole Hosp      | Michaela Kirchgasser |
| 18.03.2007 | Lenzerheide (SUI)       | Nicole Hosp          | Kathrin Hölzl    | Michaela Kirchgasser |

### Slalom
| Datum      | Ort                 | 1. Platz        | 2. Platz                      | 3. Platz          |
| ---------- | ------------------- | --------------- | ----------------------------- | ----------------- |
| 11.11.2006 | Levi (FIN)          | Marlies Schild  | Nicole Hosp                   | Kathrin Zettel    |
| 26.11.2006 | Aspen (USA)         | Marlies Schild  | Nicole Hosp                   | Therese Borssén   |
| 21.12.2006 | Val-d’Isère (FRA)   | Marlies Schild  | Annemarie Gerg                | Therese Borssén   |
| 29.12.2006 | Semmering (AUT)     | Therese Borssén | Kathrin Zettel                | Marlies Schild    |
| 04.01.2007 | Zagreb (CRO)        | Marlies Schild  | Ana Jelušić                   | Šárka Záhrobská   |
| 07.01.2007 | Kranjska Gora (SLO) | Marlies Schild  | Šárka Záhrobská               | Veronika Zuzulová |
| 25.02.2007 | Sierra Nevada (ESP) | Marlies Schild  | Tanja Poutiainen              | Veronika Zuzulová |
| 11.03.2007 | Zwiesel (GER)       | Marlies Schild  | Anna Ottosson Šárka Záhrobská |                   |
| 17.03.2007 | Lenzerheide (SUI)   | Nicole Hosp     | Anja Pärson                   | Veronika Zuzulová |

### Super-Kombination
| Datum      | Ort              | 1. Platz       | 2. Platz             | 3. Platz       |
| ---------- | ---------------- | -------------- | -------------------- | -------------- |
| 15.12.2006 | Reiteralm (AUT)  | Marlies Schild | Michaela Kirchgasser | Kathrin Zettel |
| 14.01.2007 | Zauchensee (AUT) | Julia Mancuso  | Lindsey Kildow       | Marlies Schild |
| 02.03.2007 | Tarvisio (ITA)   | Nicole Hosp    | Julia Mancuso        | Marlies Schild |

## Team-Wettbewerb
| Datum      | Ort               | 1. Platz | 2. Platz                                                                                                  | 3. Platz |
| ---------- | ----------------- | --- | --- | --- |
| 16.03.2007 | Lenzerheide (SUI) | ÖsterreichAndrea Fischbacher Michaela Kirchgasser Christoph Gruber Mario Scheiber Reinfried Herbst Manfred Pranger | ItalienDaniela Merighetti Chiara Costazza Peter Fill Massimiliano Blardone Cristian Deville Manfred Mölgg | FrankreichIngrid Jacquemod Marie Marchand-Arvier Florine de Leymarie Julien Lizeroux Yannick Bertrand Jean-Baptiste Grange |

## Nationencup
| Rang | Land                   | Punkte |
| ---- | ---------------------- | ------ |
| 1    | Österreich             | 14735  |
| 2    | Schweiz                | 5861   |
| 3    | Vereinigte Staaten     | 5297   |
| 4    | Italien                | 5134   |
| 5    | Schweden               | 4177   |
| 6    | Kanada                 | 3714   |
| 7    | Frankreich             | 3338   |
| 8    | Deutschland            | 1961   |
| 9    | Norwegen               | 1529   |
| 10   | Finnland               | 1448   |
| 11   | Slowenien              | 1161   |
| 12   | Liechtenstein          | 754    |
| 13   | Tschechien             | 704    |
| 14   | Kroatien               | 685    |
| 15   | Slowakei               | 383    |
| 16   | Vereinigtes Königreich | 287    |
| 17   | Spanien                | 114    |
| 18   | Japan                  | 112    |
| 19   | Polen                  | 88     |
| 20   | Monaco                 | 52     |
| 21   | Serbien                | 24     |

| Rang | Land                   | Punkte |
| ---- | ---------------------- | ------ |
| 1    | Österreich             | 6610   |
| 2    | Schweiz                | 3982   |
| 3    | Italien                | 3078   |
| 4    | Kanada                 | 2258   |
| 5    | Vereinigte Staaten     | 2154   |
| 6    | Schweden               | 1837   |
| 7    | Frankreich             | 1793   |
| 8    | Norwegen               | 1382   |
| 9    | Slowenien              | 693    |
| 10   | Liechtenstein          | 635    |
| 11   | Finnland               | 579    |
| 12   | Deutschland            | 491    |
| 13   | Kroatien               | 354    |
| 14   | Japan                  | 112    |
| 15   | Tschechien             | 97     |
| 16   | Vereinigtes Königreich | 38     |

| Rang | Land                   | Punkte |
| ---- | ---------------------- | ------ |
| 1    | Österreich             | 8125   |
| 2    | Vereinigte Staaten     | 3143   |
| 3    | Schweden               | 2340   |
| 4    | Italien                | 2056   |
| 5    | Schweiz                | 1879   |
| 6    | Frankreich             | 1545   |
| 7    | Deutschland            | 1470   |
| 8    | Kanada                 | 1456   |
| 9    | Finnland               | 869    |
| 10   | Tschechien             | 607    |
| 11   | Slowenien              | 468    |
| 12   | Slowakei               | 383    |
| 13   | Kroatien               | 331    |
| 14   | Vereinigtes Königreich | 249    |
| 15   | Norwegen               | 147    |
| 16   | Liechtenstein          | 119    |
| 17   | Spanien                | 114    |
| 18   | Polen                  | 88     |
| 19   | Monaco                 | 52     |
| 20   | Serbien                | 24     |

## Saisonverlauf

### Besonderheiten
Ab dieser Saison griff die FIS mit Beschluss vom 26. Mai 2006 dahingehend ein, dass für die Abfahrten nur mehr die offizielle Weltcupstartliste (WCSL) maßgeblich war, denn die seit 2002/03 geltende Regelung, die Startreihenfolge nach Maßgabe der Resultate aus den Abfahrtstrainings vorzunehmen, brachte immer mehr ein Wettbremsen mit sich. Bei den Super-Gs, die bekanntlich ohne solche Trainingsfahrten ablaufen müssen, wurde es ohnehin schon ab 2002/03 so gehandhabt – und nun galt dies beidesmal: Die Nr. 1 der Welt startete mit Nr. 30, die Nr. 2 mit 29 etc. Am 17. November genehmigte der der FIS-Vorstand dem Schweizer Urs Imboden den Wechsel zum Skiverband Moldawiens; mit dem Franzosen Christophe Roux und dem Südtiroler Sascha Gritsch bildete er das erste alpine Skiteam Moldawiens. Einen Verbandswechsel vollzog auch Kilian Albrecht; mit dem Erhalt der Staatsbürgerschaft von Bulgarien am 9. Dezember durfte er für dessen Skiverband starten.

### Weitere Vorkommnisse
Herren:
- Beim Slalom am 18. Dezember in Alta Badia kam keiner der ÖSV-Läufer ins Klassement. Schon nach dem ersten Lauf war nur Benjamin Raich in der Wertung verblieben, dies allerdings auf Rang 3. Letztmals war dasselbe am 21. März 1986 in Bromont bei einem Herrenslalom für die österreichischen Fahrer passiert.
- Einen kleinen Zwischenfall gab es beim Super-G in Hinterstoder am 20. Dezember: Der mit Start-Nr. 43 ins Rennen gegangene Daniel Albrecht war mit zweitbester Zwischenzeit unterwegs gewesen, als er durch einen Pistenarbeiter behindert worden war. Der Schweizer unternahm nach Start-Nr. 63 einen Re-Start und konnte noch Rang 12 belegen.
- In die Headlines (besonders im Boulevard) kam Rainer Schönfelder, als er in Wengen am trainingsfreien 10. Januar auf einem Hang neben der gesperrten Piste beim Nacktfahren gesichtet worden war.
- Mario Matt gewann die Super-Kombination in Wengen (14. Januar), wobei er nach dem ersten Teil, der Abfahrt, nur auf Rang 34 gelegen war. Er konnte aber, wegen Startverzichten auf „Netto-Rang 30“ vorgerückt (nach dem bis zu diesem Zeitpunkt geltenden Reglement war dies erlaubt), als Erster starten und nützte diesen Vorteil.
- Fritz Strobl machte auch neben dem Skisport Schlagzeilen, denn er erhielt für verkaufte 15.000 Singles seines Songs «Genie auf die Ski» («Ich bin der Mozart der Mausefalle» ) eine Gold-Auszeichnung der Plattenindustrie und eroberte Platz 2  der «Austria Top 40»-Singlecharts. Eigentlich war dieser Song nur als Werbegag eines Sponsors des ÖSV («Iglo») gedacht gewesen. - Als Mozart verkleidet zelebrierte er dann auch bei seinem letzten Karriererennen auf der Lenzerheide seine Abschiedstour.

Damen:
- Über die gesamte Saison musste das ziemlich reduzierte (nur zwei oder drei Starterinnen) und mit hohen Startnummern ausgestattete Schweizer Technikerteam (wie schon in der vorangegangenen Saison) deutliche Niederlagen einstecken: Bei den Slaloms gab es nur am 25. Februar in der Sierra Nevada ein starkes Lebenszeichen, als Aline Bonjour, dies mit Start-Nr. 38, den 5. Platz belegte (und auch Sandra Gini mit Nr. 34 als Zehnte, dazu Rabea Grand auf Rang 25, in die Endwertung kamen), in Zwiesel wurde Bonjour Achtzehnte – in den anderen vorangegangenen Rennen war keine ins Klassement gekommen (Aïta Camastral hatte sich zwar zweimal für den zweiten Lauf qualifiziert, diese aber nicht beendet). Ein ähnliches Bild zeigte sich in den Riesenslaloms, bei denen nur in Aspen die Ränge 25, 26 und 29 für Fränzi Aufdenblatten, der mit Start-Nr. 61 ins Rennen gegangenen Jessica Pünchera und Rabea Grand sowie in Zwiesel Rang 26 von Aufdenblatten die Positiva waren. Zu den beiden Finalis hatte sich damit keine qualifizieren können.
- Nach praktisch zweijähriger verletzungsbedingter Abwesenheit kehrte Maria Riesch wieder vollwertig in das Renngeschehen zurück und vermochte gleich die erste Saisonabfahrt (1. Dezember in Lake Louise) zu gewinnen.
- Beim Super-G auf der Reiteralm (17. Dezember) verhinderte Martina Schild (allerdings schon mit Start-Nr. 3 ins Rennen gegangen) einen siebenfachen Erfolg der ÖSV-Equipe.
- Der Slalom am 29. Dezember am Semmering und jener am 4. Januar in Zagreb waren Nachtslaloms.
- Beim Riesenslalom in Cortina d’Ampezzo (21. Januar) änderten sich im ersten Lauf die Sichtverhältnisse deutlich zugunsten späterer Startnummern, so dass sich Karen Putzer mit Nr. 24 an die Spitze setzte, aber auch im 2. Lauf Bestzeit erzielte.
- Am 2. März konnte Nicole Hosp bei der Super-Kombination in Tarvis (Tarvisio) von Abfahrtsrang 19 (netto 17) mit einer großartigen Slalomleistung zum Sieg fahren.

### Statistisches
Renate Götschl erreichte im Super-G am 4. März in Tarvis ihren 17. Weltcupsieg in dieser Disziplin und überholte damit Katja Seizinger, die bislang diese Wertung mit 16 Siegen angeführt hatte.

### Absagen, Verschiebungen
- Der gesamte Saisonauftakt in Sölden fiel den schlechten Wetterbedingungen zum Opfer. Auf Grund des bis 2018 bestehenden Reglements gab es keine Ersatzrennen, weil dies für den Startbewerb nicht vorgesehen war.
- Der erste Damen-Super-G am 27. Januar in San Sicario war das Ersatzrennen von Zauchensee.

### Verletzungen
Herren:
- Am Vormittag des 10. Novembers erlitt Fredrik Nyberg bei Trainings auf der Reiteralm eine Knieverrenkung; bei einer zweistündigen Operation im UKH Salzburg wird festgestellt, dass fünf Bänder gerissen waren. Für den schwedischen Riesenslalom- und Super-G-Spezialisten war damit die Saison praktisch schon vor deren Beginn zu Ende.
- Auch Stephan Görgl musste nach einer am 8. Dezember durch eine beim Training auf der Reiteralm erlittenen Verletzung die Saison abschreiben.
- Eine Bänderverletzung im rechten Knie am  29. Januar, dies einen Tag vor seinem 28. Geburtstag, zwang Davide Simoncelli zum vorzeitigen Saison-Aus.
- Am 17. Februar kam bezüglich Giorgio Rocca die Mitteilung, dass er für die restliche Saison ausfallen wird, da er sich wegen anhaltender Beschwerden einer Operation am rechten Knie unterziehen wird.

Damen:
- María José Rienda zog sich bei einem Sturz im Training in Colorado einen Kreuzbandriss und Innenbandriss im rechten Knie zu; auch für sie war damit das Saisonende gegeben.
- Lindsey Kildow beendete am 22. Februar vorzeitig die Saison: sie hatte sich bei den Weltmeisterschaften in Åre bei einem Trainingssturz am Knie verletzt.
- Riss des vorderen Kreuzbandes und des Innenbandes im linken Knie, das Innenband im rechten Knie angerissen – so lautete die schlimme Diagnose für das Schweizer Abfahrts-Talent Dominique Gisin am 28. Februar nach einem Sturz im ersten Training in Tarvis, bei dem die Läuferin in die Fangnetze katapultiert wurde.
- Eine am 1. März beim Training im Trentiner Fassatal erlittene Knöchelabsplitterung zwang Denise Karbon zum vorzeitigen Saisonende.
- Gleich zwei Verletzte gab es am 13. März bei Trainings auf der Lenzerheide: Monika Dumermuth zog sich einen Meniskus-Anriss im rechten Knie zu, wurde ins Krankenhaus Chur transportiert. Tina Weirather kam schwer zu Sturz. Im linken Knie wurde in der Klinik von Christian Schenk in Schruns, wohin die zweifache Junioren-Weltmeisterin geflogen wurde, ein Riss des vorderen Kreuzband und des Innenbands diagnostiziert, im rechten Knie ebenfalls ein Riss des vorderen Kreuzbandes.
- Renate Götschl unterzog sich am 17. März in Schruns der aufgeschobenen Operation am rechten Bein. Beim Trainingssturz am 1. März in Tarvis hatte sie sich einen Bruch des äußeren Schienbeinkopfes und eine Knorpelabsplitterung zugezogen.

### Premierensiege
Herren:
- Mit Start-Nr. 1 auch erstmals auf Rang 1 kam John Kucera am 26. November im Super-G von Lake Louise.
- Nicht nur erster Sieg für André Myhrer beim Slalom in Beaver Creek (3. Dezember), sondern auch erste Podiums für Michael Janyk auf Rang 2 und Felix Neureuther auf Rang 3.
- Steven Nyman landete bei der Abfahrt in Gröden seinen ersten Sieg. Kristian Ghedina gab als Vorläufer offiziell seinen bereits nach dem Vorjahr feststehenden Rücktritt.
- Marc Berthod stellte bei seinem ersten Sieg auch noch weitere Rekorde auf. Vor allem, indem ihm in einem Rennen mit zwei Durchgängen, u. zw. beim Slalom in Adelboden, eine erfolgreiche Aufholjagd gelang: Ohnehin nur mit Start-Nr. 60 gestartet und nach dem ersten Lauf mit 2,76 s Rückstand auf den Führenden Markus Larsson auf dem 27. Platz liegend, schwemmte es ihn dank sich ändernder Bedingungen (langsam werdendere Piste und schlechtere Sichtverhältnisse) auf Rang 1. Außerdem beendete er eine über 103 Rennen angehaltene Sieglosigkeit der Schweizer Herren (letzter Sieg durch Didier Cuche am 30. Januar 2004 in Garmisch-Partenkirchen). Des Weiteren war dies auch der erste Weltcup-Slalomsieg für die „swiss-ski“ Herren seit Didier Plaschy im November/Dezember 1999.
- Schwedens Jungstar Jens Byggmark gewann in seinem erst achten Weltcupslalom jenen von Kitzbühel und doppelte anderntags gleich nach. Im Übrigen fanden diese beiden Slaloms am Zielhang der Abfahrt statt, da die Originalstrecke (Ganslernhang) unbefahrbar war – wie eben auch die Abfahrt selbst wegen der starken Regenfälle der letzten Tage nicht hatte stattfinden können, weshalb man sich zu diesem „Notprogramm“ entschlossen hatte.
- Andrej Jerman holte bei der in Garmisch-Partenkirchen ausgetragenen Ersatzabfahrt für Kitzbühel nicht nur seinen persönlichen ersten Weltcupsieg, sondern auch den ersten in der Abfahrt für den slowenischen Verband.

Damen:
- Kathrin Zettel feierte am 25. November beim Riesenslalom in Aspen den ersten ihrer neun Weltcupsiege; gleichzeitig erreichte auch ihre Teamkollegin Michaela Kirchgasser mit Rang 3 das erste Podium.
- Riesenslalom-Olympiasiegerin Julia Mancuso konnte am 19. Dezember bei der Abfahrt in Val-d’Isère erstmals auch im Weltcup das oberste Podest betreten.

### Weltcup-Entscheidungen

#### Herren
Gesamtweltcup:

Da sich Mitfavorit Bode Miller schon bald, vor allem in den Slaloms, als zu unbeständig erwiesen hatte, entwickelte sich ein Dreikampf zwischen Svindal, Raich und Cuche, am Ende war es nur mehr ein Duell zwischen Svindal und Raich, welches, nachdem Svindal mit drei Siegen im Finale eine unglaubliche Aufholjagd gelungen war, im ultimativ letzten Saisonrennen entschieden wurde. Nach dem Sieg in der Super-Kombination in Kvitfjell (9. März) schien der Pitztaler mit 117 Punkten Vorsprung auf den Norweger auf. Dann aber setzte sich Cuche als Dritter nach dem Kvitfjell-Super-G auf Rang 2 (sowohl Raich als auch Svindal waren ausgeschieden – der Zwischenstand lautete Raich 1.055, Cuche 963, Svindal 952). Nach Abfahrt und Super-G im Finale hatten sich die Verhältnisse geändert, Raich führte äußerst knapp noch mit 1.155 Punkten vor Svindal (1.152); Cuche (1.048) war zwar noch im Spiel, doch sein Rückstand ließ kaum mehr den Gesamtsieg erwarten.
Die Vorentscheidung zugunsten Svindals trug sich zweifelsohne bereits im Riesenslalom zu: Schon mit Start-Nr. 1 war Raich im ersten Lauf ausgeschieden, dem Norweger gelang (nach dem 1. Durchgang auf Rang 2 hinter Massimiliano Blardone liegend, dies allerdings mit nur 0,01 s Rückstand) der Sieg. Er führte nun mit 1.252 Punkten mit 97 Zählern Vorsprung. Trotzdem riss die Spannung im abschließenden Slalom nicht ab, in dem Svindal in die ersten 15 kommen musste. Diesmal führte Raich nach dem ersten Lauf, mit Rang 12 hätte Svindal auch „seine Mission erfüllt gehabt“, doch es gelang ihm kein optimaler zweiter Lauf, er war hinter vier vor ihm gestartete Läufer zurückgefallen und hätte sein Punktekonto nicht erhöhen können. Doch der unmittelbar nach ihm angetretene Schwede Markus Larsson klassierte sich hinter ihm. Somit war der Großteil der Spannung (es ging danach noch um den Slalom-Weltcup) weg, denn Svindal blieb unumstößlich knapp in den Punkterängen. Raich gewann zwar den Slalom, aber Svindal erhielt für seinen 15. Platz 16 Punkte und war Weltcupsieger mit 1268 Punkten vor Raich mit 1255 Punkten. Dieser Vorsprung von 13 Punkten war damals der knappste jemals erreichte relative Vorsprung bei den Herren (der zweite hatte 98,97 % der Punkte des Siegers), dieser wurde aber zwei Jahre später von denselben Protagonisten noch deutlich unterboten (2 Punkte, 99,8 %).
Abfahrt:

Mit seinem Sieg in Kvitfjell (10. März) holte sich der zu diesem Zeitpunkt bereits auf Rang 1 der „Weltcupstartliste“ stehende (und daher mit Nr. 30 gestartete) Didier Cuche die „kleine Kristallkugel“. Das Rennen war wegen starken Nebels gestört, hatte mit mehrmaligen Verschiebungen begonnen und nach 11 Läufern hatte es eine längere Unterbrechung gegeben, so dass mit Start-Nr. 12 (Hans Grugger) es praktisch einen „Neustart“ gab.
Super-G:

Bode Miller hatte mit Rang 14 begonnen, mit zwei Siegen und je einem siebten und vierten Rang blieb er relativ deutlich vor Didier Cuche. Dieser belegte zwar alles Top-Ten-Plätze, aber die Serie 9-4-9-3-6 brachte ihm kaum „big points“. Wohl hatte nach den ersten beiden Rennen John Kucera mit 160 Punkten geführt, doch mit den Rängen 29 und zweimal 15 schauten nur mehr 34 weitere Zähler heraus. Ein Wellental erlebte Mario Scheiber mit den Rängen 2, 21, einem Ausfall, nochmals Rang 2 und zum Schluss Rang 13. Aksel Lund Svindal hatte erst mit dem Sieg im Finale, der ihn allerdings viel für den Gesamtweltcup gebracht hatte, überhaupt aufholen können. Der langjährige Dominator in dieser Disziplin, Hermann Maier, war ebenfalls nie in der Lage gewesen, um die „kleine Kugel“ mitzufahren. Er war als Fünfter in Gröden wegen eines Torfehlers disqualifiziert worden; mehr, als ihn dies bei seinen übrigen Rängen (4, 3, 5, 12) auf 222 Punkte und damit Rang 2 gebracht hätte, wäre aber nicht möglich gewesen.
Riesenslalom:

Mit seinem Ausfall im Finale vergab der zu diesem Zeitpunkt mit 319 Punkten in Führung gelegene Raich die Chance auf die dritte Disziplinen-Kugel en suite. Seine beiden in der Punktekampagne verbliebenen Konkurrenten (Svindal 316; Blardone 300) zogen an ihm vorbei.
Slalom:

Kleiner Trost für Benjamin Raich blieb, durch seinen Finalsieg noch den Tiroler Teamkollegen Mario Matt um fünf Punkte besiegt zu haben, wobei dieser mit 0,97 s Rückstand den zweiten Platz belegte.
Kombination:

Es waren eigentlich alles Super-Kombinationen, wobei die Slaloms je zweimal (Beaver Creek, Wengen) mit einer Abfahrt und je zweimal mit einem Super-G zusammensetzten. Mit einem Sieg, einen dritten, sechsten und achten Platz hatte Svindal gegenüber Marc Berthod einen entscheidenden Vorteil, weil dieser auf der Reiteralm mit Rang 18 nur 13 Punkte einstecken konnte; bei den übrigen Rängen (zweimal ein zweiter, einmal ein neunter) gab es beinahe eine Patt-Stellung.

#### Damen
Gesamtweltcup:

In der Endphase wurde die Angelegenheit richtiggehend eng. Nach dem (wie in Kvitfjell durch Nebel gestörten) Riesenslalom in Zwiesel hatte Hosp dank Rang 2 die Spitze von Mancuso (Endrang 5 nach Führung nach Lauf 1) übernommen und lag 1.263 zu 1.244 Punkte gegenüber dem US-Girl in Front. Der Zwiesel-Slalom mit Sieg von Marlies Schild (bei nur Rang 11 von Hosp und 24 von Mancuso) brachte die Salzburgerin in Front (1.302/Hosp 1.287/Mancuso 1.251) – und sie schien dank ihren überraschenden Spitzenplätzen bei den Speedbewerben im Finale (Rang 2 in der Abfahrt, Rang 3 im Super-G), womit sie nun 1.442 Punkte auswies, zur klaren Favoritin avanciert zu sein (Hosp: 1.372; Mancuso: 1.332 – Götschl mit 1.300 Punkten hätte zwar theoretische Chancen gehabt, doch sie holte die schon längst fällige Operation nach; siehe dazu bitte Beitrag über «Verletzungen»). Doch anstatt sich in ihrer dominanten Disziplin, den Slalom, die noch notwendigen Zähler zu sichern, ließ sie sich offensichtlich, nach Rang 2 im ersten Lauf hinter Hosp, übernervös machen, ein äußerst schwerer Fehler warf sie auf Rang 19 zurück und damit blieb sie auf ihren 1.442 Punkten, während die Teamkollegin mit Contenance den Sieg einfuhr und 30 Punkte Vorsprung herausholte und (als frischgebackene Riesenslalom-Weltmeisterin) weiterhin Coolness bewahrte und sich gleichzeitig auch die Disziplinenwertung sicherte (siehe bitte dazu noch den tieferstehenden Beitrag zum Riesenslalom). Da war es unbedeutend, dass Schild (nach Rang 10 im ersten Lauf) noch mit einem akzeptablen sechsten Rang abschloss.
Abfahrt:

Dank Rang 2 in Tarvis (3. März) holte sich Renate Götschl (sie war nach einem Sturz im Training am 1. März, weshalb sie auf die Super-Kombination hatte verzichten müssen, erst durch große «physotherapeutische» Kunst fit gemacht worden) bereits die Wertung. Ihr war nach Rang 19 in der Gesamt- und auch in der Super-G- und Rang 3 in der Abfahrtswertung der vorjährigen Saison (allerdings vorzeitige Beendigung wegen einer am 25. Februar 2006 erfolgten Operation) ein erfolgreiches Comeback gelungen.
Super-G:

Mit sechs Podiums (davon vier Siegen) erwies sich Renate Götschl äußerst dominant (ihr Ausfall im Finale war zu verschmerzen). Sie verließ San Sicario mit 440 Punkten, was letztlich schon genügte. Nur Lindsey Kildow hätte (trotz ihres Ausfalls am 16. Dezember auf der Reiteralm) mit einem Sieg, zweimal Rang 2 und einmal Rang 4 (was 310 Punkte bedeutete) gute Chancen gehabt, doch sie hatte nach den Weltmeisterschaften „w.o.“ geben müssen (siehe bitte Beitrag unter «Verletzungen»). Nicole Hosp hatte vorerst mit den Rängen 7-2-2-11 (damit 220 Punkte) noch einigermaßen ihre Chance wahren können, doch Rang 24 am 28. Januar in San Sicario brachte lediglich einen Zuwachs von sieben Zählern. Julia Mancuso konnte zwar den dritten Saison-Super-G gewinnen, doch ein zu schwacher Start (Ränge 35 und 18) und auch danach nur zweimal Rang 8 hatten sie bis einschließlich 28. Januar nur auf 171 Zähler gebracht.
Riesenslalom:

Zwar lag vorerst Premierensiegerin Zettel mit ihrem „Doppelpack“ in Front, doch der Niederösterreicherin gelangen im neuen Jahr nur mehr sechs Punkte. 125 Punkte nach Rang 2 am Semmering bedeuteten für Niki Hosp, dass sie ab diesem Zeitpunkt immer vor Tanja Poutiainen (diese wurde dort Neunte und hatte 109 Punkte) lag – und selbst nach dem Sturz in Cortina (bei dem sie ein blaues Auge davongetragen hatte) wies sie 230 zu 214 Punkte auf. Es blieb beim Zweikampf, wobei es in Zwiesel etwas eng wurde: Poutiainen lag nach dem ersten Lauf auf Rang 2, die Bichlbacherin auf 6; zwar siegte die Finnin, aber Hosp wurde noch Zweite und blieb mit 390 zu 374 Punkten voran. So hätte sich Poutiainen im Finale vor Hosp platzieren müssen; nach dem ersten Lauf führte Hosp schon etwas komfortabel mit 0,62 s vor dieser; mit nochmaliger Laufbestzeit (Poutiainen fiel hingegen auf Rang 5 zurück; Kathrin Hölzl erreichte mit Rang 2 ihr erstes Podium) gab es keinen Zweifel am Erfolg der Weltmeisterin. Trotz des Sieges in der Sierra Nevada hatte Michaela Kirchgasser praktisch nichts mitzureden gehabt, sie stand nun erst an diesem 24. Februar bei 237 Punkten.
Slalom:

Spätestens nach Kranjska Gora war die bis dahin bereits fünfmal erfolgreich gewesene Marlies Schild, die nun 560 Punkte am Konto stehen hatte, uneinholbar.
Kombination:

Mit einem Sieg und zwei dritten Plätzen wies Marlies Schild doch die bessere Bilanz als Mancuso auf. Die Amerikanerin hatte sich ihr Defizit mit Rang 16 auf der Reiteralm (nach Rang 4 im Super-G, in welchem Schild Sechste war, verlor sie im Slalom zu viel Zeit) eingehandelt.

### Karriereende
| Herren - Kjetil André Aamodt - Sébastien Amiez - Giancarlo Bergamelli - Hans Petter Buraas - Antoine Dénériaz - Alessandro Fattori - Werner Franz - Drago Grubelnik - Jürg Grünenfelder - Bruno Kernen - Gaëtan Llorach - Fredrik Nyberg - Didier Plaschy - Andreas Schifferer - Fritz Strobl - Sami Uotila | Damen - Ella Alpiger - Hedda Berntsen - Karin Blaser - Kirsten Lee Clark - Annemarie Gerg - Petra Haltmayr - Janette Hargin - Janica Kostelić - Brigitte Obermoser - Anna Ottosson |